# Adam Ginning
Adam Ginning (Linköping, Suecia, 13 de enero de 2000) es un jugador profesional sueco de hockey sobre hielo que se desempeña en la posición de defensor izquierdo en Philadelphia Flyers, equipo de la National Hockey League (NHL).

## Carrera
Fue seleccionado en la segunda ronda en la NHL Entry Draft de 2018. En 2022 hizo su debut profesional con el equipo Philadelphia Flyers, donde lleva jugando una temporada.